# Tatuaje temporal

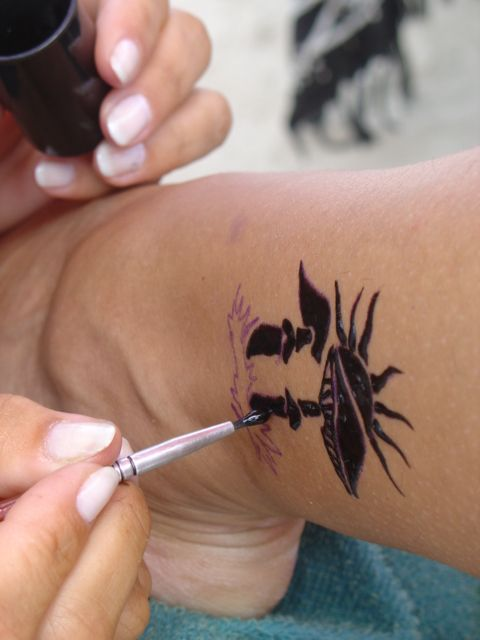
Un tatuaje temporal.

El arte del tatuaje ha existido desde hace miles de años. Es una parte integral de muchas culturas, sin embargo para aquellos que no están listos para un tatuaje permanente, hay varias alternativas.

## Tatuajes de henna
El arte del diseño con henna ha sido parte de la historia de Oriente Medio durante unos 5.000 años. En el reino nazarí de Granada se cultivó porque, según relata un cronista cristiano, «era muy preciada por los moros». Con ella se teñían y aderezaban el rostro y el cabello hombres y mujeres. Su uso fue prohibido a los moros convertidos a la fuerza al cristianismo tras la reconquista de Granada por los Reyes católicos porque constituía uno de sus signos distintivos más característicos. Después de la expulsión de los moros en 1609-1614 se dejó de cultivar.
La AEMPS (Agencia Española de Medicamentos y Productos Sanitarios) advirtió sobre el riesgo de realizarse tatuajes temporales a base de alheña negra, es decir, realizarse en la piel tatuajes sin inyección intradérmica, como suelen ofrecer en los eventos al aire libre o playas, porque puede desencadenar alergias graves. En España, al contrario de lo que sucede en países como Alemania, Francia o Suecia, no está prohibida su utilización en tintes para el cabello, aunque se establece una concentración máxima muy restrictiva. Según la Directiva 76/768/CEE del Consejo de 27 de julio de 1976, la concentración permitida máxima es del 6% y no puede aplicarse sobre la piel, las cejas o las pestañas. Aparte de PPD los tatuajes de henna negra pueden contener ingredientes potencialmente dañinos, incluyendo nitrato de plata, carmín, Pyrogallol  tinte de naranja disperso y cromo. La henna negra obtiene su color de la parafenilendiamina (PPD), un tinte textil aprobado en algunos países para uso humano sólo en la coloración del cabello, pero prohibido en la comunidad Europea para su aplicación directa sobre la piel ya que puede provocar reacciones alérgicas graves, además está relacionado con otro tipos de problemas de salud.
Existe una alternativa a los tatuajes de henna negra basados en una formula a base de Genipina, extracto del fruto de la Genipa Americana. Estas tintas cuentan con la misma capacidad de teñir la piel de forma temporal, pero a diferencia de los basados en henna, poseen una citotoxicidad baja, son seguros y su uso no está restringido.
Los tatuajes basados en Genipina, duran hasta 2 semanas y se han utilizado para la ornamentación del cuerpo y fines medicinales en muchas zonas de América del Sur durante siglos. Sólo recientemente se ha introducido en Norteamérica y Europa como una adición al arte corporal bajo diferentes marcas comerciales de tatuajes temporales.

## Pintura corporal
Casi todos los grupos tribales de diversas culturas practicaron la pintura corporal, utilizando para ello diferentes tonalidades de arcilla o carbón. La pintura corporal habitualmente se utilizó y en algunos grupos se sigue utilizando durante las ceremonias.
En la actualidad, se utilizan aerógrafos para crear fantásticas piezas de arte corporal, donde el cuerpo se utiliza como lienzo de un cuadro. El artista del tatuaje emplea el uso de un aerógrafo, que es un tubo conectado a un compresor de aire, que sopla una corriente fina de pintura a través de una estrecha abertura en el extremo del tubo. La pintura que se usa en el aerógrafo es hipoalergénica y a base de agua. Se elimina fácilmente mediante el uso de aceite de bebé y pueden durar hasta una semana.

## Tatuajes temporales adhesivos

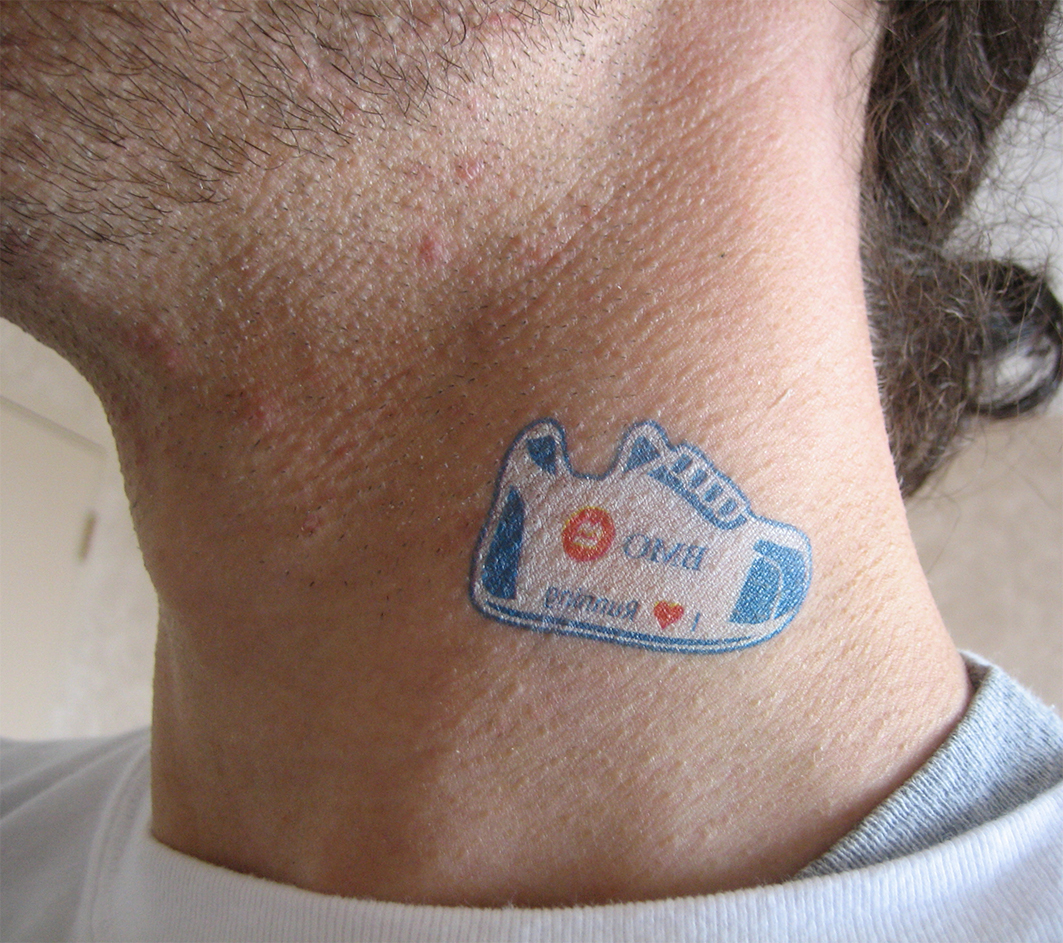
Tatuaje temporal, también llamado calcomanía, en el cuello.

En España se conocen como calcomanías y tuvieron un gran éxito en las décadas de 1960, 1970 y 1980. Comúnmente, se encontraban como regalo promocional dentro de un producto destinado a los niños: bollería, patatas fritas, chicles, etc.
Existe una confusión generalizada en torno a la normativa que rige los tatuajes temporales en Europa. Muchos fabricantes aún creen que los tatuajes deben cumplir con la FDA, que es una regulación americana que no se aplica en el territorio europeo.
Para evitar esta confusión, a partir de julio de 2013 la norma europea EU 1223/2009 estableció que “cualquier producto que se aplique directamente en la piel con el fin de modificar su aspecto” entraba dentro de la definición de cosmético. El tatuaje temporal ha pasado por tanto a considerarse producto cosmético en Europa, y debe cumplir con los mismos estándares de calidad que los cosméticos en su composición. Notificar el lanzamiento de un tatuaje temporal en el Portal Europeo de Cosméticos se vuelve un requisito indispensable para su distribución dentro del territorio europeo.
Los tatuajes temporales adhesivos se pueden imprimir en papel, películas plásticas, o combinaciones de ambos. Este papel soporte se recubre con una variedad de materiales usando pulverización o métodos de inmersión. Los recubrimientos pueden ser procesados para un espesor uniforme al pasar el papel recubierto a través de una serie de rodillos equipados con cuchillas, que hacen que se propague el líquido de manera uniforme. El papel puede hacerse pasar entonces a través de un túnel calentado para acelerar el secado. El primer revestimiento que se aplica es típicamente un agente de encolado, que modifica la rigidez y la textura del papel. La siguiente capa es un revestimiento de liberación de silicona antiadherente que ayudará a la imagen ser separada del papel soporte durante su aplicación. Una película de transferencia es colocada entonces en la parte superior de la capa de silicona. Esta película compuesta de gelatina u otros poliméricos es donde se imprime la imagen.
En la actualidad los tatuajes temporales adhesivos está teniendo un nuevo auge como accesorio de moda femenino. Las nuevas tecnologías permiten una mayor calidad y la personalización del producto final a pequeña escala.